# Gesta episcoporum Cameracensium
De Gesta episcoporum Cameracensium is een 11e-eeuwse kroniek van het oude bisdom Kamerijk, vanaf de stichting van het bisdom tot het midden van de 11e eeuw. Het werk is geschreven in het Latijn door twee anonieme schrijvers in opdracht van bisschop Gerard I van Kamerijk. 

## Inhoud
De Gesta is verdeeld over drie boeken en begint met de oprichting van het bisdom in de 7e eeuw en eindigt met de dood van bisschop Gerard I in 1051. De kroniek bevat lijsten van de bisschoppen van Kamerijk, hun biografieën en eventuele bijzonderheden over hun episcopaten, verhalen over de kloosters en kerken in de regio Kamerijk, met een focus op de relieken die daar werden bewaard. Verder bevat de kroniek beschrijvingen van de historische gebeurtenissen in de regio Kamerijk, zoals oorlogen, invasies en veldslagen, en verhalen over heiligen en andere religieuze figuren die verbonden zijn met de regio. In het derde boek zijn ook brieven en verdragen gesloten door Gerard I opgenomen.

## Auteurschap
Er worden twee verschillende schrijvers onderscheiden, waarschijnlijk beiden verbonden aan het kapittel van de kathedraal van Kamerijk. De eerste schrijver schreef de eerste twee boeken en het begin van het derde boek. Zijn werk stopte rond 1030. Hij was ook de auteur van een Vita van de heilige Gorik van Kamerijk uit 1024 dat ook besteld werd door bisschop Gerard I. De tweede schrijver werkte aan het begin van de jaren 1050 en schreef de laatste hoofdstukken van het derde boek tot de dood van Gerard I en hij schreef ook annotaties bij de eerdere hoofdstukken.

## Manuscripten
De autograaf (Codex Sancti Gisleni) is slechts deels bewaard gebleven en wordt bewaard in Den Haag (MS Den Haag KB 75 F15). Verder zijn er vijf manuscripten overgeleverd die wel compleet zijn. De Gesta werd voor het eerst gedrukt door  Georgius Colvenerius in 1615.